# Ischnosiphon petiolatus
Ischnosiphon petiolatus är en strimbladsväxtart som först beskrevs av Edward Rudge, och fick sitt nu gällande namn av Bengt Lennart Andersson. Ischnosiphon petiolatus ingår i släktet Ischnosiphon och familjen strimbladsväxter. Inga underarter finns listade.